# Nikkan Sports Film Awards
I Nikkan Sports Film Awards (日刊スポーツ映画大賞 Nikkan Supōtsu Eiga Taishō) sono premi cinematografici assegnati da Nikkan Sports, il primo quotidiano sportivo giapponese fondato nel 1946. Il primo Nikkan Sports Film Award venne conferito nel 1988.
I premi si suddividono in varie categorie: miglior film, miglior film straniero, miglior attore, miglior attrice, miglior regista, miglior attore di supporto, miglior attrice di supporto, miglior esordiente, miglior effetti speciali e l'Ishihara Yujiro Film Award.